# رناته بوی
رناته بوی (آلمانی: Renate Boy؛ زادهٔ ۲۴ ژانویه ۱۹۳۹) پرتاب‌گر وزنه زن اهل آلمان بود.
وی در مسابقات کشوری و بین‌المللی در مجموع برندهٔ ۲ مدال نقره شده‌است.